# فرودگاه لینکولن (نبرسکا)
فرودگاه لینکولن (نبرسکا) (به انگلیسی: Lincoln Airport (Nebraska)) یک فرودگاه همگانی بهره‌برداری هوایی با کد یاتا LNK است که یک باند فرود آسفالت و بتن دارد و طول باند آن ۳۹۳۲ متر است. این فرودگاه در شهر لینکلن (نبراسکا) کشور ایالات متحده آمریکا قرار دارد و در ارتفاع ۳۷۲ متری از سطح دریا واقع شده است.

## شرکت‌های هواپیمایی و مقصدهای پروازی

### مسافری
| شرکت‌های هواپیمایی | مقصدهای پروازی                             |
| ----------------- | ------------------------------------------ |
| دلتا کانکشن       | هارتسفیلد-جکسون آتلانتا، مینیاپولیس−سنت پل |
| یونایتد اکسپرس    | اوهر شیکاگو، دنور                          |